# Brazil
Brazil er en britisk science fiction-film fra 1985, instrueret af Terry Gilliam. I hovedrollen er Jonathan Pryce, og Kim Greist, Michael Palin, Katherine Helmond, Ian Holm og Robert De Niro ses i andre bærende roller. 
Filmen fortæller om et dystopisk, totalitært samfund, meget lig det i George Orwells 1984, hvor kontorarbejderen Sam Lowry (Pryce), i en drømmeagtig tilstand, prøver at rette en bureaukratisk fejl.

## Medvirkende
| - Jonathan Pryce som Sam Lowry - Kim Greist som Jill Layton - Michael Palin som Jack Lint - Robert De Niro som Archibald "Harry" Tuttle - Katherine Helmond som Mrs. Ida Lowry - Bob Hoskins som Spoor - Ian Holm som Mr. Kurtzmann - Derrick O'Connor som Dowser - Jim Broadbent som Dr. Louis Jaffe - Ian Richardson som Mr. Warrenn - Peter Vaughan som Mr. Helpmann - Brian Miller som Mr. Archibald Buttle - Barbara Hicks som Mrs. Alma Terrain | - Charles McKeown som Harvey Lime - Kathryn Pogson som Shirley Terrain - Bryan Pringle som Spiro (waiter) - Sheila Reid som Mrs. Veronica Buttle - Derek Deadman som Bill (Dept. of Works, repairing Buttle's ceiling) - Nigel Planer som Charlie (Dept. of Works, repairing Buttle's ceiling) - Gorden Kaye som M.O.I. Lobby Porter - Jack Purvis som Dr. Chapman - Elizabeth Spender som Alison/'Barbara' Lint - Myrtle Devenish som Typist in Jack's Office - Roger Ashton-Griffiths som the priest - Holly Gilliam som Holly Lint - Terry Gilliam (cameo) som Smoking man at Shang-ri La Towers |